# Kość mątwia

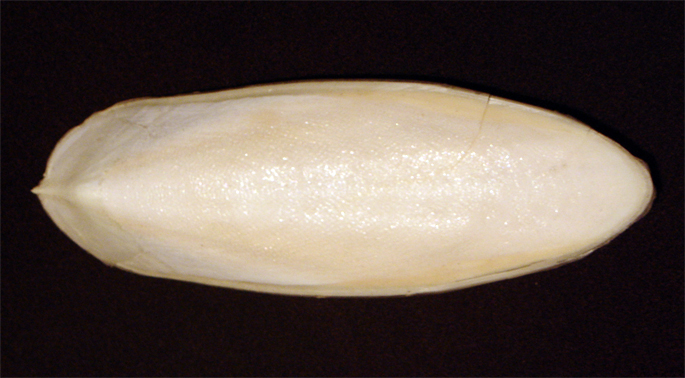
Os sepiae

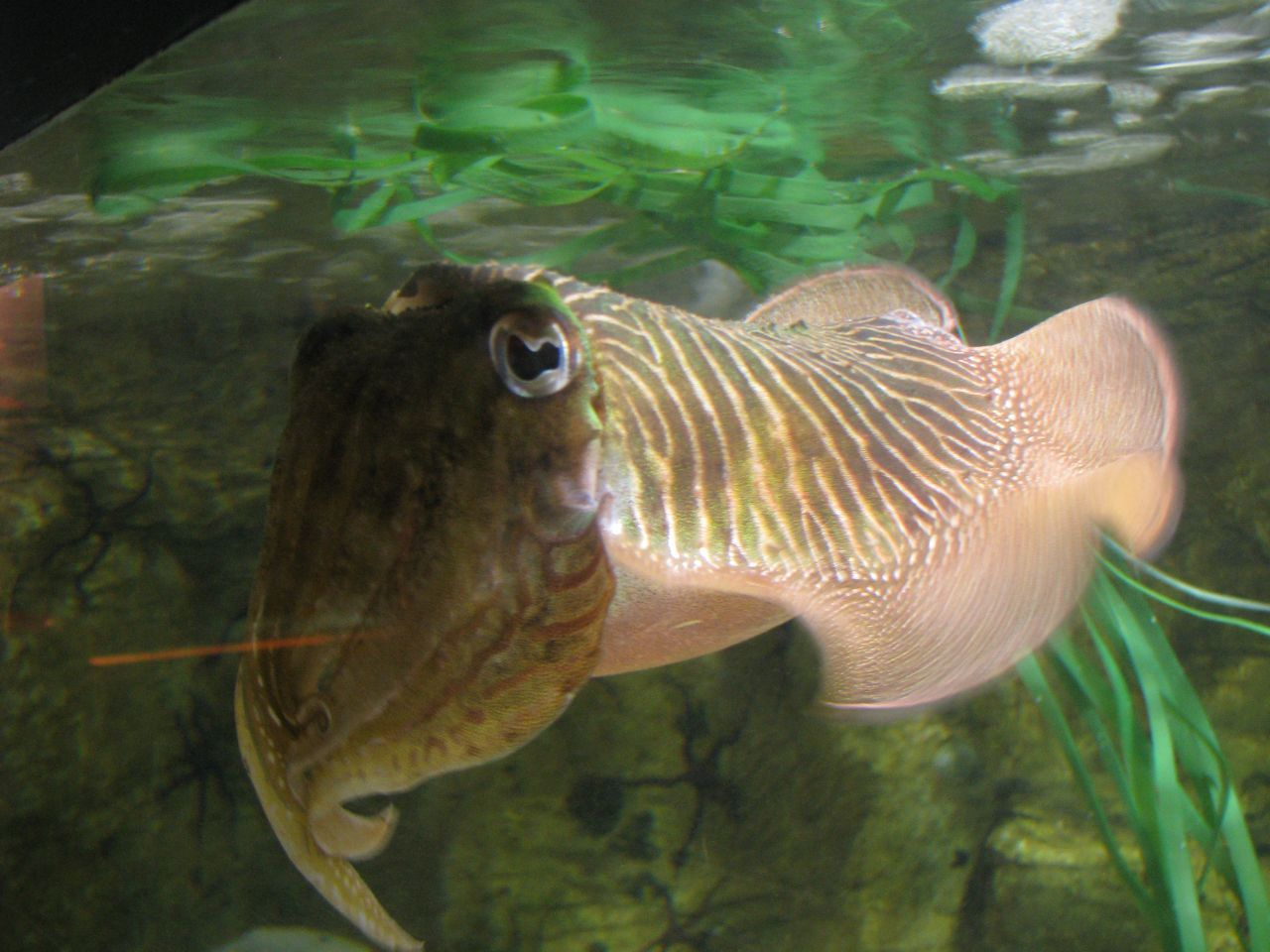
Sepia officinalis

Kość mątwia (os sepiae) – występująca zawsze po stronie grzbietowej, zbudowana z węglanu wapnia struktura charakterystyczna dla mątew, muszla zredukowana do płytki ukrytej pod płaszczem. Kształt os sepiae jest cechą diagnostyczną. Wykorzystywana jest jako źródło wapnia oraz jako materiał szlifierski. Stosowana w tradycyjnej medycynie indyjskiej oraz jako suplement paszowy. 